# Mart Helme
Mart Helme (Pärnu, 31 ottobre 1949) è un politico estone, ministro degli interni dal 29 aprile 2019 e presidente del Partito Popolare Conservatore Estone (EKRE) dal 13 aprile 2013 al 4 luglio 2020, quando gli è succeduto suo figlio Martin Helme.
Storico di professione, ha anche ricoperto il ruolo di Ambasciatore dell'Estonia in Russia dal 1995 al 1999. Suo figlio Martin Helme è il leader del gruppo parlamentare del partito. Alcuni media lo hanno descritto come politicamente populista e/o di estrema destra.